# Bahtiyar, Yalvaç
Bahtiyar là một xã thuộc huyện Yalvaç, tỉnh Isparta, Thổ Nhĩ Kỳ. Dân số thời điểm năm 2011 là 684 người.